# خوارسازی در نیروهای مسلح جمهوری کره

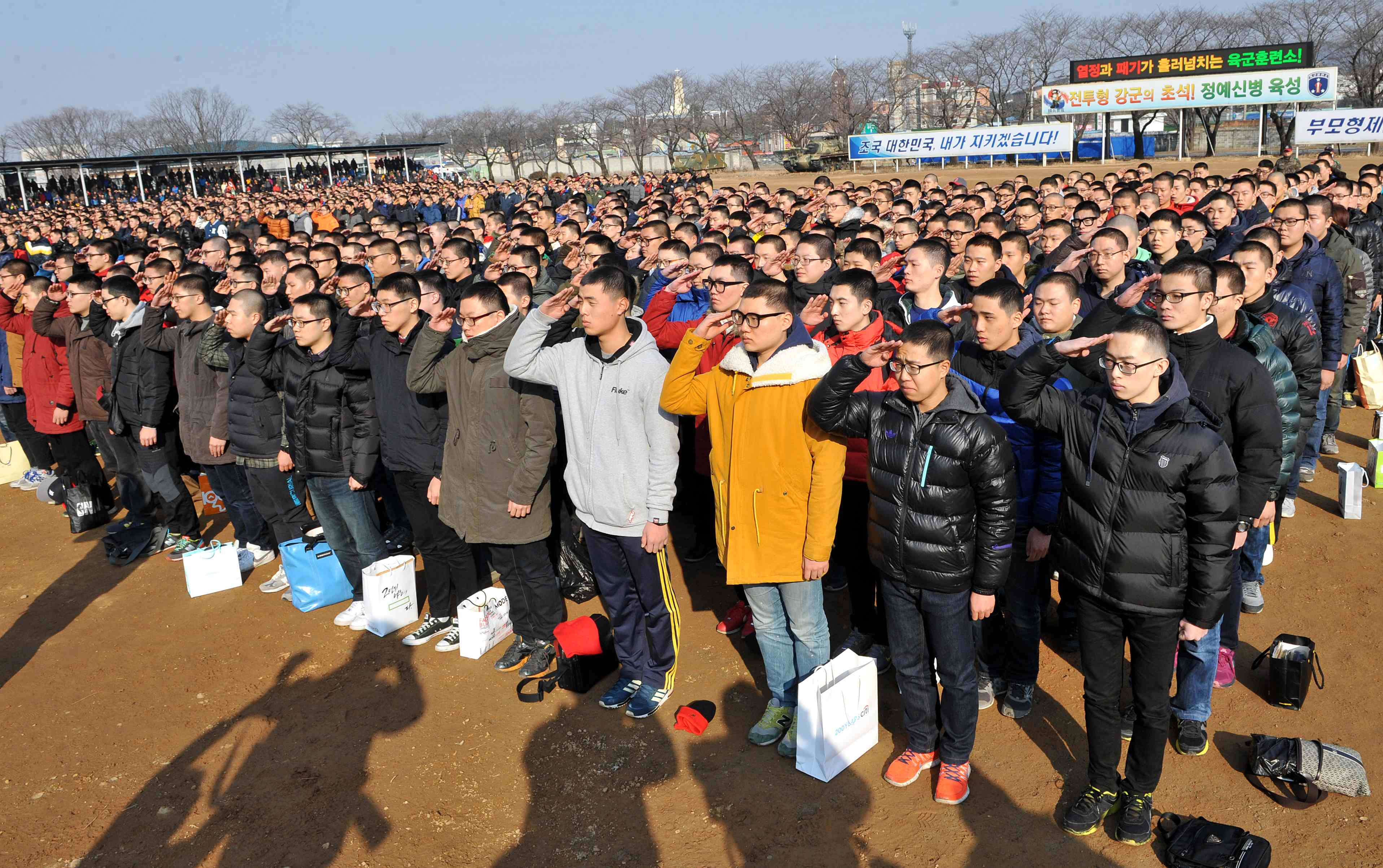
مراسم ثبت نام سربازان وظیفه در مرکز آموزشی ارتش کره در کره جنوبی

خوارسازی در نیروهای مسلح جمهوری کره اشاره دارد به خوارسازی و قلدری در مقیاس گسترده از سوی پرسنل نظامی، علیه سربازان و اعضای تازه‌وارد در کره جنوبی. تحقیرهای فوق عمدتاً به بهانه برقراری انضباط و سلسله مراتب نظامی اعمال می‌گردند. این روند خوارسازی‌ها منجر به اقدام به قتل همرزمان، تیراندازی و خودکشی شده‌است، ارتش کره این قبیل موارد خودکشی را به عنوان تلفات غیر رزمی ثبت می‌کند.
خوارسازی‌ها و تحقیرها از خشونت فیزیکی، آزار و اذیت از روی کینه، خشونت جنسی، آزار کلامی گرفته تا سایر اشکال آزار و اذیت، که برخی از آنها حتی منجر به مرگ می‌شوند، متغیر بوده‌است. سایر اشکال خوارسازی نیز شامل ضرب و شتم و مجبور کردن دیگران به خوردن حشرات بوده‌است. برخوردهای تقحیرآمیزی در ارتش کره جنوبی منجر به حوادث بزرگ متعددی از جمله یک سری خودکشی و تیراندازی با اسلحه شده‌است.

## وضعیت موجود
حدود ۶۰ درصد از مرگ و میرهای سالانه در ارتش کره جنوبی خودکشی است. بر اساس تحقیقات انجام شده، این واقعیت تأیید گشته‌است که ضرب و شتم شدید، آزار جسمی، آزار کلامی و خشونت جنسی تأثیر قابل توجهی بر انگیزه خودکشی پاسخگویان دارد.
|                | ۱۹۹۳ | ۱۹۹۴ | ۱۹۹۵ | ۱۹۹۶ | ۱۹۹۷ | ۱۹۹۸ | ۱۹۹۹ | ۲۰۰۰ | ۲۰۰۱ | ۲۰۰۲ | ۲۰۰۳ | ۲۰۰۴ | ۲۰۰۵ | ۲۰۰۶ | ۲۰۰۷ | ۲۰۰۸ | ۲۰۰۹ | ۲۰۱۰ | ۲۰۱۱ | ۲۰۱۲ | ۲۰۱۳ | ۲۰۱۴ | ۲۰۱۵ | ۲۰۱۶ | ۲۰۱۷ | ۲۰۱۸ | ۲۰۱۹ |
| مجموع مرگ‌ها    | ۳۴۳  | ۴۱۶  | ۳۳۰  | ۳۵۹  | ۲۷۳  | ۲۴۸  | ۲۳۰  | ۱۸۲  | ۱۶۴  | ۱۵۸  | ۱۵۰  | ۱۳۵  | ۱۲۴  | ۱۲۸  | ۱۲۱  | ۱۳۴  | ۱۱۳  | ۱۲۹  | ۱۴۳  | ۱۱۱  | ۱۱۷  | ۱۰۱  | ۹۳   | ۸۱   | ۷۵   | ۸۶   | ۸۶   |
| ناشی از خودکشی | ۱۲۹  | ۱۵۵  | ۱۰۰  | ۱۰۳  | ۹۲   | ۱۰۲  | ۱۰۱  | ۸۲   | ۶۶   | ۷۹   | ۶۹   | ۶۷   | ۶۴   | ۷۷   | ۸۰   | ۷۵   | ۸۱   | ۸۲   | ۹۷   | ۷۲   | ۷۹   | ۶۷   | ۵۷   | ۵۴   | ۵۱   | ۵۶   | ۶۲   |

داده‌های فوق مقایسه سالانه کل مرگ و میر و خودکشی در ارتش از سال ۱۹۹۴ تا ۲۰۱۹ است
در حالی که علت واقعی چنین نرخ بالای خودکشی در میان سربازان ارتش کره جنوبی مورد بحث‌های بسیار قرار گرفته‌است، تحقیقات نشان داده که رفتارهای تحقیر آمیز، عصبانیت، علائم افسردگی و افکار خودکشی ارتباط مستقیمی با هم دارند و تحقیرها عامل مهمی در بروز سطوح بالای خشم و علائم افسردگی بوده‌است. برخی دیگر نیز استدلال کرده‌اند که سوای انحصار سربازی اجباری در ارتش، فرهنگ سلسله مراتبی در ارتش و سربازان ارشد که از قدرت خود سوء استفاده می‌کنند، عامل اصلی نرخ بالای خودکشی در میان سربازان ارتش کره جنوبی است.
همچنین سربازان اجباری جامعه ال‌جی‌بی‌تی در کره جنوبی نیز در دوران خدمت وظیفه خود بارها مورد خشونت و آزار گسترده قرار میگیردند.

## اقدامات دولت
وزارت دفاع کره جنوبی در سال ۲۰۱۱ فرمانی برای ریشه کن کردن خوارسازی در ارتش کره جنوبی صادر کرد. برای اطمینان از تداوم گزارش‌دهی‌ها بدون افشای هویت گزارش‌دهنده، آژانس همچنین خدماتی به نام تماس با کمک دفاعی را نیز برای دریافت گزارش‌های مربوط به تمام جرایم و خشونت‌های احتمالی که می‌تواند منجر به خودکشی سربازان شود را نیز به راه انداخت. دولت کره جنوبی همچنین یک مرکز نظامی حقوق بشری را برای تضمین بیشتر حقوق انسانی سربازان ارتش کره جنوبی ایجاد کرد.
اخیراً، دولت کره جنوبی در حال تدارک سیاستی برای سخت‌تر کردن استانداردهای معافیت از سربازی اجباری برای افرادی بود که دارای شرایط شکننده روحی و جسمی هستند، زیرا بیم آن می‌رود که زاد و ولد پایین این کشور منجر به کمبود سربازها بشود. کره جنوبی در سال ۲۰۲۱ دارای کمترین نرخ باروری در جهان بوده، سال قبل نیز وضعیت نرخ باروری کره در همین وضعیت قرار داشت. با این حال، کارشناسان هشدار می‌دهند که چنین اقداماتی در نهایت با استخدام پرسنلی که قادر به انطباق با ارتش نیستند، منجر به مشکلات گسترده‌تری خواهد شد.

## خوارسازی در فرهنگ عامه
از آنجایی که ۸۰ درصد مردان کره‌ای مشمول سربازی اجباری هستند و از آنجایی که خوارسازی در فرهنگ کره جنوبی رایج است، ارجاعات و بحث‌های زیادی در فرهنگ عامه کره جنوبی وجود داشته‌است. تصاویری از خوارسازی و سواستفاده‌هایی با ریشه‌های فرهنگی در مقیاس بزرگتر و اعمال زور در ارتش کره جنوبی از طریق ویدیوکلیپ‌ها، برنامه‌های تلویزیونی، انیمیشن‌ها، وب‌تون‌ها و تلویزیون‌های واقعیت‌محور منتشر گردیده‌است.
| عنوان                | نوع رسانه     | سال       | شرح |
| -------------------- | ------------- | --------- | --- |
| نابخشوده (فیلم ۲۰۰۵) | فیلم          | ۲۰۰۵      | یک فیلم درام کره جنوبی به کارگردانی یون جونگ بین که تجربیات دردناک خود از خدمت اجباری سربازی را از طریق روایت سه مرد جوان در ارتش کره جنوبی به تصویر می‌کشد.                                                                                             |
| پنجره                | انیمیشن کوتاه | ۲۰۱۲      | کارتون کوتاهی از چوی کیو سوک و یون سانگ هو در کتاب کارتونی حقوق بشری به نام 사이시옷. این برنامه به موارد سوء استفاده، ضرب و شتم‌ها و شکنجه‌هایی که در ارتش رخ می‌دهد می پردازد.                                                                           |
| 푸른 거탑            | تلویزیون      | ۲۰۱۲      | یک درام طنزآمیز دربارهٔ یک پادگان کره ای. |
| 노병가               | وبتون         | N/A       | وب‌تونی دربارهٔ خوارسازی‌های شدید پلیس‌های وظیفه در اواسط دهه ۲۰۰. |
| 이하동문입니다.      | فیلم          | N/A       | فیلمی تولید شده توسط ستاد ارتش ارتش جمهوری کره. اگرچه یک اثر نظامی است، اما صحنه ای وجود دارد که در آن یک مرد در اعتراض به ضرب و شتم‌هایی که علیه‌اش روا داشته شده به یک سرباز ارشد حمله می‌کند و پس از زندانی شدنش از سواستفاده‌های جانشین اش جلوگیری کرد. |
| مرد واقعی            | تلویزیون      | ۲۰۱۳–۲۰۱۶ | نمایش ورایتی در کره جنوبی با حضور هشت مرد مشهور در حالی که زندگی در ارتش را تجربه می‌کنند، خدمت در ارتشی که برای همه مردان کره ای که از نظر ذهنی سالمند و توانا به مدت دو سال اجباری است.                                                                |
| مرد واقعی ۳۰۰        | تلویزیون      | ۲۰۱۸–۲۰۱۹ | یک برنامه واقعیت محور کره ای که مشاهیر مرد و زن را در حالی که زندگی در ارتش را تجربه می‌کنند نشان می‌دهد. این یک اسپین آف از برنامه واقعیت مرد واقعی است که در سال ۲۰۱۶ به پایان رسید.                                                                    |
| DP                   | تلویزیون      | ۲۰۲۱      | یک سریال اورجینال نتفلیکس که از وبتونی به همین نام توسط کیم بو تونگ اقتباس شده‌است، یک سرباز تازه وارد وظیفه کره جنوبی که تجربه خود از زندگی نظامی و پس از آن استخدام در "DP" با نام مستعار Deserter Pursuit که مسئول ردیابی است رانشان می‌دهد            |

## حوادث قابل توجه ناشی از پاگشایی
- ژوئیه ۲۰۱۱ - تیراندازی لشکر دوم دریایی.[۱۸]
- ژوئیه ۲۰۱۳ - خودکشی سرباز کیم.[۱۹]
- ژوئن ۲۰۱۴ - تیراندازی گانگون-دو گوسئونگ.[۲۰]
- سپتامبر ۲۰۱۵ - خودکشی در GP.[۲۱]
- ۲۲ ژوئیه ۲۰۱۷ - سرباز گوه با پریدن از ارتفاع خودکشی کرد.[۲۲]